# Harpolithobius halophilus
Harpolithobius halophilus är en mångfotingart som beskrevs av Karl Wilhelm Verhoeff 1941. Harpolithobius halophilus ingår i släktet Harpolithobius och familjen stenkrypare.
Artens utbredningsområde är:
- Libanon.
- Turkiet.

Inga underarter finns listade i Catalogue of Life.